# Бернер, Эрхард
Эрхард-Генрих Бернер (нем. Erhard-Heinrich Berner; 12 сентября 1894 — 25 июля 1960) — немецкий военачальник, генерал-майор вермахта, командующий 76-й пехотной дивизией во время Второй мировой войны. Кавалер Рыцарского креста Железного креста, высшего ордена нацистской Германии. Пленён войсками СССР в 1945 году. Освобождён из плена в 1955 году.

## Награды
- Железный крест 2-го класса (18 июня 1915) (Королевство Пруссия)
- Железный крест 1-го класса (13 августа 1918)
- Почётный крест Первой мировой войны 1914/1918 с мечами (30 декабря 1934)
- Медаль «За выслугу лет в вермахте» 4-го класса (2 октября 1936)
- Пряжка к Железному кресту 2-го класса (15 июня 1940)
- Пряжка к Железному кресту 1-го класса (25 ноября 1940)
- Немецкий крест в золоте (24 декабря 1941)
- Медаль «За зимнюю кампанию на Востоке 1941/42»
- Почётная пряжка на ленте для сухопутных войск (17 июня 1944)
- Рыцарский крест Железного креста (18 января 1945)